# Eliseu Santos
Eliseu Felippe dos Santos (Porto Alegre, 8 de dezembro de 1946 — Porto Alegre, 26 de fevereiro de 2010) foi um médico e político brasileiro.
Foi vereador de Porto Alegre, eleito em 1992; deputado estadual do Rio Grande do Sul, eleito em 1994 e reeleito em 1998; vice-prefeito da cidade de Porto Alegre na gestão 2005—2008, eleito na chapa de José Fogaça em 2004; e secretário da Saúde de Porto Alegre no mandato do prefeito Fogaça. Era filiado ao PTB do Rio Grande do Sul.
Foi médico ortopedista, formado pela Faculdade de Medicina da UFRGS, na turma de 1973. 
Em 2007 assumiu a Secretaria da Saúde em Porto Alegre, e implementou uma agenda de mudanças no sistema de saúde porto-alegrense.

## Morte
Na noite de 26 de fevereiro de 2010, foi assassinado a tiros, no bairro Floresta, em Porto Alegre. Segundo testemunhas, homens teriam descido de um automóvel Vectra, dirigindo-se ao secretário, e lhe desferido os tiros, sendo três à queima-roupa: um no coração e um na perna. Estava saindo de um culto evangélico, acompanhado da esposa Denise e da filha Mariana, de sete anos. Eliseu, que portava uma pistola, reagiu ao ataque, mas não evitou sua morte. Tudo indica que a execução de Eliseu Santos esteja ligada ao escândalo envolvendo a empresa Reação, que oferecia propina em troca da manutenção de contratos com a secretaria da saúde de Porto Alegre.